# Elizalde Beta
El motor Elizalde Beta va ser una extrapolació del motor Super Dragón, fabricat per l'empresa Elizalde, per equipar l'avió Junkers Ju 52/3m, que fabricava l'empresa CASA.
Tenia en comú amb el seu predecessor característiques com l'arquitectura motor en estrella, i les culates d'alumini, patentades per Arturo Elizalde, axis com el nombre de cilindres.

## Història
Aquest motor, no es va començar a dissenyar per l'equip de Salvador Elizalde Biada, com els anteriors, el 1939, amb la denominació oficial de 9E-C.29-775, i estava destinat als Junkers Ju 52, CASA 202 “Halcón” i Hispano Aviación HA 100 “Triana”.
Com el Super Dragón, tenia 9 cilindres en estrella, refrigerats per aire, i estava sobrealimentat, per un compressor centrífug, governat per engranatges amb una relació 8,31:1. En canvi la sortida de l'hèlix no tenia reducció. Tot això proporcionava una potència a 2.800 m de 750 CV.
En canvi, tenia un gran inconvenient: quan estava molt temps parat, s'inundava d'oli els cilindres inferiors, per una falla d'estanquitat dels aros, i costava molt tornar-lo a posar en marxa.
Durant el període de 1941 a 1950 es van entregar 150 motors per equipar els avions abans esmentats, si bé entre el 1944 al 1950. CASA va equipar 170 Junkers Ju 52 amb motors ENMASA B9-E1 "Beta".
Passat el 1951, quan Elizalde va passar a mans de l'INI, amb el nom d'ENMASA, es van continuar fabricant motors Beta amb denominacions B-1A i B-3, dels quals es van fabricar 350 motors pel Junkers Ju 52.
A pesar de tot, va ser de gran importància per mantenir en marxa tots els avions que equipava fins ben entrats els 50.

## Motors existents
- A la Llibreria L'Aeroteca de Barcelona es poden veure restes d'un motor Beta obert. Actualment ha estat cedit al museu aeronàutic de La Sénia
- Al Museu de la Ciència i de la Tècnica de Catalunya, de Terrassa, hi ha un altre exemplar exposat.